# 3921 Клементьєв
3921 Клементьєв (3921 Klementʹev) — астероїд головного поясу, відкритий 19 липня 1971 року.
Тіссеранів параметр щодо Юпітера — 3,303.